# A Mancs őrjárat: A film
A Mancs őrjárat: A film (eredeti cím: PAW Patrol: The Movie) 2021-ben bemutatott kanadai 3D-s számítógépes animációs kalandfilm, amely Cal Brunker rendezett A Mancs őrjárat című televíziós sorozatán alapján.
A londoni Vue Leicester Square téren debütált 2021. augusztus 8-án, az Egyesült Királyságban és Írországban egy nappal később mutatták be a mozik. Az Amerikai Egyesült Államokban és Kanadában 2021. augusztus 20-án, Magyarországon 2021. augusztus 19-én mutatták be a mozikban. A kritikusoktól összességében pozitív kritikákat kapott, és a pénztáraknál is jól teljesített. A folytatást, A Mancs őrjárat: A szuperfilmet Amerikában 2023. szeptember 29-én, Magyarország 2023. október 12-én mutatták be a mozikban.

## Cselekmény
Egy Gus nevű teherautósofőr éppen a Kalandvároson halad át, amikor a teherautója megpördül és a hídról lóg le, csak Turbot kapitány látja meg, aki hívja a Mancs őrjáratot.
Miután a Mancs őrjárat ősellensége, Humdinger polgármester gyanús körülmények között Kalandváros megválasztott polgármesterévé válik, egy Liberty nevű tacskó hívja a csapatot, hogy megvédjék tőle a várost. Chase azonban nem hajlandó elmenni, mivel traumát okozott neki egy múltbéli, a várost érintő incidens. A csapat berendezkedik az új kalandvárosi főhadiszálláson, miután Ryder meggyőzi a vonakodó Chase-t, hogy menjen.
Humdinger egy Felhőfogó nevű eszközzel kitisztítja az időjárást, hogy megcsinálhassa a tűzijátékát, de a show balul sül el. A Mancs őrjáratot riasztják, és átveszik az irányítást a helyzet felett, de Chase kétségbeesik, miután nem sikerül megmentenie néhány embert, akiket viszont Marshall megment.
Másnap a Humdinger által épített metróvonal meghosszabbítása elromlik, és az utasok csapdába esnek. A csapat megmenti az utasokat, de Chase közben félelmében megfagy, és Skye-nak kell megmentenie. Ryder azt javasolja Chase-nek, hogy tartson szünetet, de a szívét összetörő Chase azzal vádolja, hogy megszegi a bizalmát, és feladja őt, amikor a dolgok nehezebbé válnak. Chase elszökik, és Humdinger csatlósai elrabolják, akik kutyamenhelyre viszik. Chase keresése közben Liberty és Ryder felfedezik, hogy számos kutya tűnt el, és összekötik őket Humdingerrel. Liberty-t szándékosan elfogják, és a kutyamenhelyre viszik, ahol megvigasztalja és megmenti Chase-t.
Visszatérve a Kalandváros főhadiszállására, Ryder elviszi Chase-t egy útkereszteződéshez, ahol fiatalabb korában megmentette Chase életét, és elmagyarázza, hogy azért döntött úgy, hogy megmenti, mert ő volt "a legbátrabb kölyök, akivel valaha találkozott". A megnyugodott Chase elfogadja, hogy folytassa a feladatát. Eközben a Felhőfogó kritikussá vált, és hetek óta tartó rossz időt szabadít az égre, hatalmas hurrikánt okozva Kalandváros felett. A Mancs őrjárat és a hozzájuk csatlakozó Liberty versenyt fut, hogy megmentsék a civileket és megállítsák a gépet.
Ryder megmenti Humdinger-t a felhőkarcoló tornyából, de ott ragad, miután a vihar elpusztítja az épület egy részét, Chase meglátja Rydert a veszélyben, és megmenti. Skye egy kamikaze stílusú támadásban elpusztítja a Felhőfogóz, feláldozva a helikopterét, majd jetpackkel visszarepül a városba.
Miután az időjárás helyreállt és a város megmenekült, Chase letartóztatja Humdinger-t a város veszélyeztetése és kutyák elrablása miatt. A Mancs őrjáratot hősként üdvözlik, és egy ünnepség keretében Liberty-t hivatalosan is a csapat tagjává avatják, mielőtt új vészhelyzetbe menekülnének.

## Szereplők
| Szerep                 | Eredeti hang      | Magyar hang        | Leírás |
| ---------------------- | ----------------- | ------------------ | --- |
| Ryder                  | Will Brisbin      | Straub Norbert     | 10 éves fiú, aki a Mancs őrjárat vezetője. |
| Chase                  | Iain Armitage     | Czető Roland       | Ambiciózus 7 éves német juhászkutya, aki rendőrkölyökként szolgál. |
| Liberty                | Marsai Martin     | Gáspár Kata        | Temperamentumos hosszúszőrű tacskó, aki Kalandvárosban nőtt fel és él, és a Mancs őrjárat legújabb tagja lesz.                                                                                              |
| Humdinger polgármester | Ron Pardo         | Bácskai János      | A Mancs őrjárat ősellensége Ködös völgyből, akit a közeli Kalandváros polgármesterévé választanak, mivel az ő neve volt az egyetlen a szavazólapon, és a másik jelölt valahogy visszalépett a választástól. |
| Turbot kapitány        | Ron Pardo         | Holl Nándor        | Állatszakértő és a Mancs őrjárat egyik legközelebbi barátja. |
| Dr. Kendra Wilson      | Yara Shahidi      | N/A                | Tudós, aki egy egyetemen dolgozik. |
| Delores                | Kim Kardashian    | Erdős Borcsa       | Pimasz uszkár, aki egy állatmenhelyen dolgozik, miután börtönbe került engedelmességi iskolában került. |
| Butch                  | Randall Park      | N/A                | Zömök férfi és Humdinger polgármester egyik biztonsági őre, akik megpróbálják távol tartani a kölyköket Kalandvárosból.                                                                                     |
| Ruben                  | Dax Shepard       | N/A                | Egy sovány férfi és Humdinger polgármester biztonsági őre. |
| Gus                    | Tyler Perry       | N/A                | Teherautósofőr éppen juharszirupot szállít a rendeltetési helyére és Chase megmenti. |
| Marty Muckraker        | Jimmy Kimmel      | N/A                | A kalandvárosi híradó parókás műsorvezetője. |
| Rubble                 | Keegan Hedley     | Baráth István      | Bolondos 5 éves buldog, aki a Mancs őrjárat építésze. |
| Skye                   | Lilly Bartlam     | Pekár Adrienn      | Édes 7 éves cockapoo, aki a Mancs őrjárat repülős tagja. |
| Marshall               | Kingsley Marshall | Szalay Csongor     | Bújós 6 éves dalmata, aki a Mancs őrjárat tűzoltója. |
| Rocky                  | Callum Shoniker   | Moser Károly       | Okos 6 éves keverék kutyus, aki a Mancs őrjárat újrahasznosítója. |
| Zuma                   | Shayle Simons     | Czető Ádám         | Energikus 5 éves csokoládé labrador retriever, aki a Mancs őrjárat vízimentője. |
| Goodway polgármester   | Kim Roberts       | Kocsis Mariann     | Kaland-öböl polgármestere. |
| Tony                   | Neil Crone        | Pusztaszeri Kornél | Élelmiszerboltja névadójának tulajdonosa. |
| Carmen                 | Monique Alvarez   | Nádasi Veronika    | Liberty barátja, aki az élelmiszerboltban dolgozik. |

## A film készítése
2017 novemberében Ronnen Harary megerősítette, hogy a Spin Master "jelenleg mérlegeli, hogy a Mancs őrjárat franchise-t játékfilmekké bővítse-e valamikor a következő 12-24 hónapban". 2017-ben animációs teszteket végeztek, hogy felmérjék, a karakterek "hogyan ültethetők át a nagyvászonra", és a vállalat kidolgozott egy filmforgatókönyvet.
A film fejlesztését 2020. február 21-én erősítették meg és azt is elárulták, hogy Cal Brunker lesz a rendező. 2021. március 13-án, a 2021-es Nickelodeon Kids’ Choice Awards során mutatták be a film exkluzív első előzetesét.